# Mistr oltáře z Mauer bei Melk
Mistr oltáře z Mauer bei Melk byl rakouský pozdně gotický řezbář činný v letech 1500-1525. Je autorem bohatě vyřezávaného oltáře z poutního kostela Mauer, náležejícímu k obci Dunkelsteinerwald v okrsku Melk v Dolních Rakousech.

## Poutní kostel Mauer

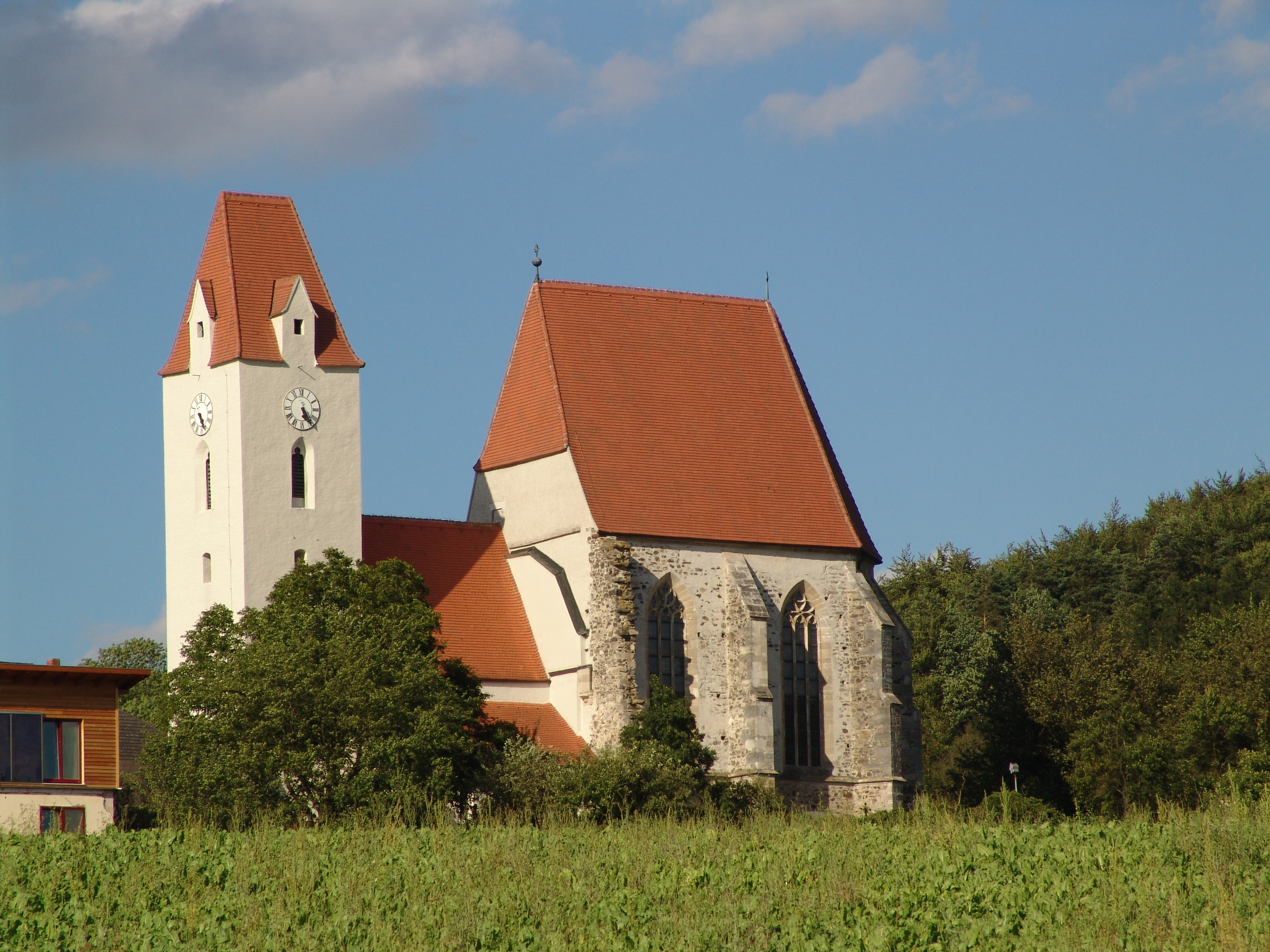
Poutní kostel Mauer

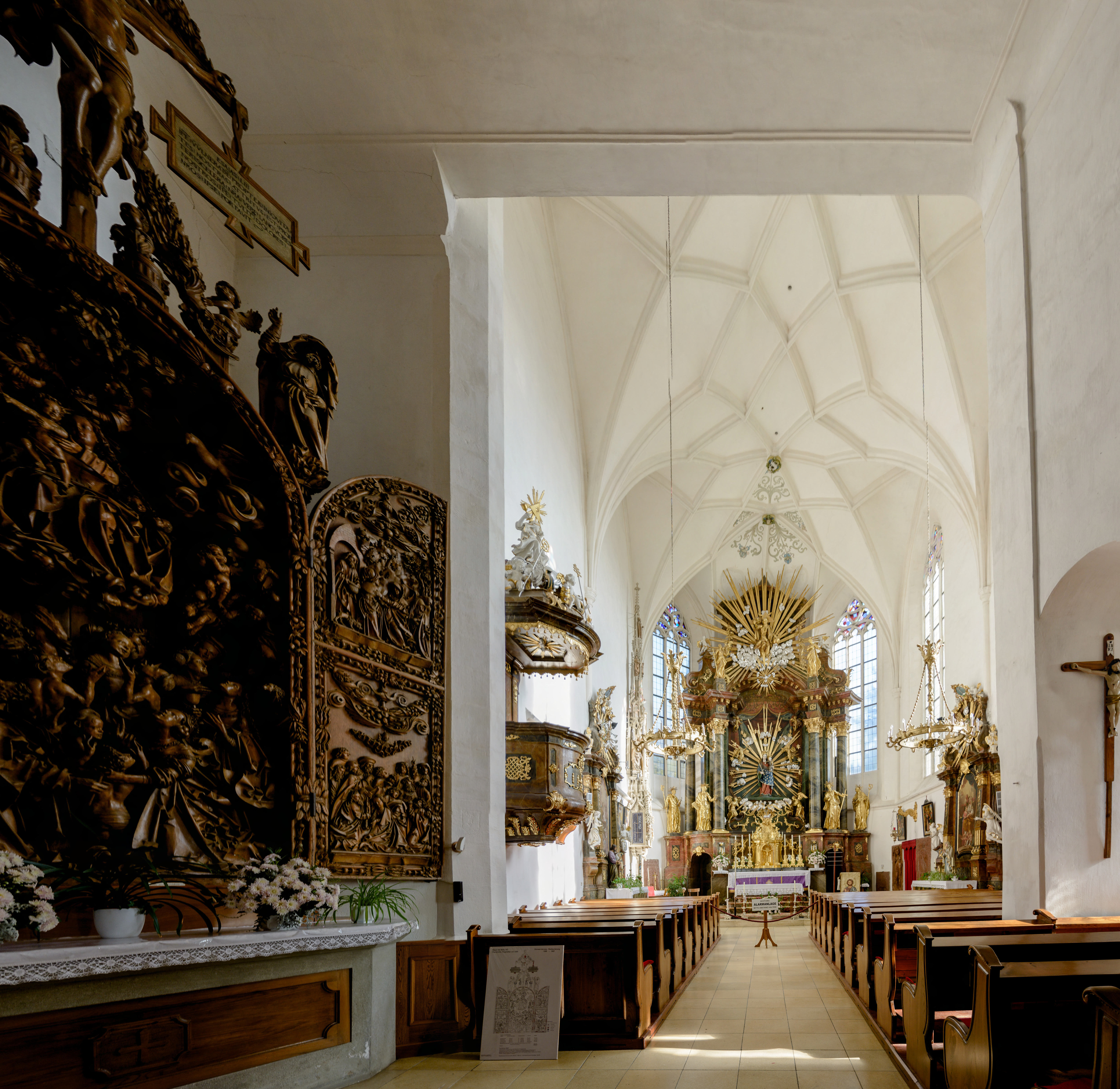
Interiér kostela

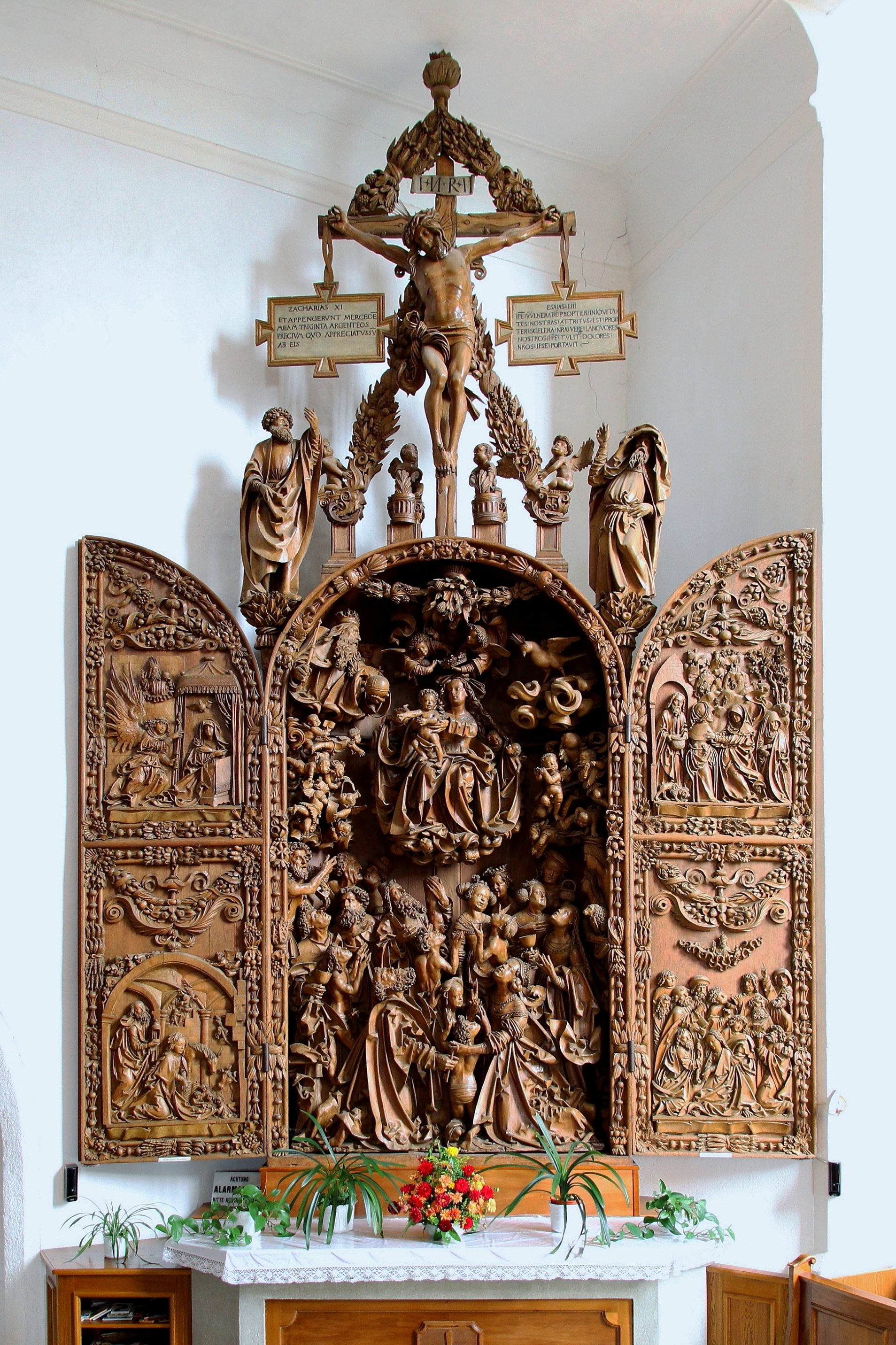
Oltář z Mauer bei Melk

Římskokatolický poutní kostel Mauer, zasvěcený Panně Marii („Maria am grünen Anger“), je součástí benediktinského kláštera Göttweig, založeného roku 1083 biskupem Altmannem z Pasova. Z původního kostela, který byl zřejmě dřevěný a je zmiňován roku 1096, se nic nezachovalo. Současná podoba pochází ze 14. a 15. století. Jako poslední byla postavena pozdně gotická věž. K zamýšlenému rozšíření kostela nedošlo, protože během reformace se stavební činnost zastavila.
Kromě vyřezávaného oltáře je v kostele 11 m vysoký pozdně gotický tabernákl z roku 1506 s vyřezávanými figurami sv. Barbory, Marie, sv. Kateřiny, sv. Benedikta, sv. Štěpána a sv. Mikuláše.

## Oltář
Trojkřídlý vyřezávaný oltář s nástavcem vznikl na přelomu pozdní gotiky a renesance kolem roku 1509. Tematicky ještě navazuje na tradiční náboženskou symboliku, ale pracuje už s perspektivní zkratkou a provedením patří do nové éry humanismu, která zdůrazňuje hodnotu individuálního lidského života. Mísí se v něm prvky podunajské gotiky a italské renesance.
V centrální části oltáře, obklopena anděly, je Marie s dítětem, Bůh Otec a Duch svatý a dva andělé přinášející korunu. V dolní části je složitá kompozice se skupinou figur, které k Marii vzhlížejí. Monumentální záhyby drapérií jsou ještě ohlasem gotického slohu. Dílo, které vychází také z italských vzorů, je zdobeno girlandami ovoce.
Na postranních křídlech jsou čtyři scény ze života Panny Marie.

K horním reliéfům Zvěstování a Navštívení Panny Marie mohly být předlohou dřevoryty Albrechta Dürera.

Výjev Narození Páně na levém křídle je podle mědirytu Martina Schongauera. Kompoziční schéma poslední scény Smrt Panny Marie se vyskytuje pouze v Čechách, Slezsku, Polsku, Maďarsku, Rakousku a jižním Německu. Neobvyklé je, že Mariinu duši přijímá Bůh Otec a nikoli Kristus.
Je možné, že oltář je dílem dvou umělců, z nichž druhý je autorem skupiny Ukřižování se Zachariášem a Izaiášem na oltářním nástavci.
Ze stejné doby pochází oltář z cisterciáckého kláštera ve Zwettlu.

### Detaily oltáře

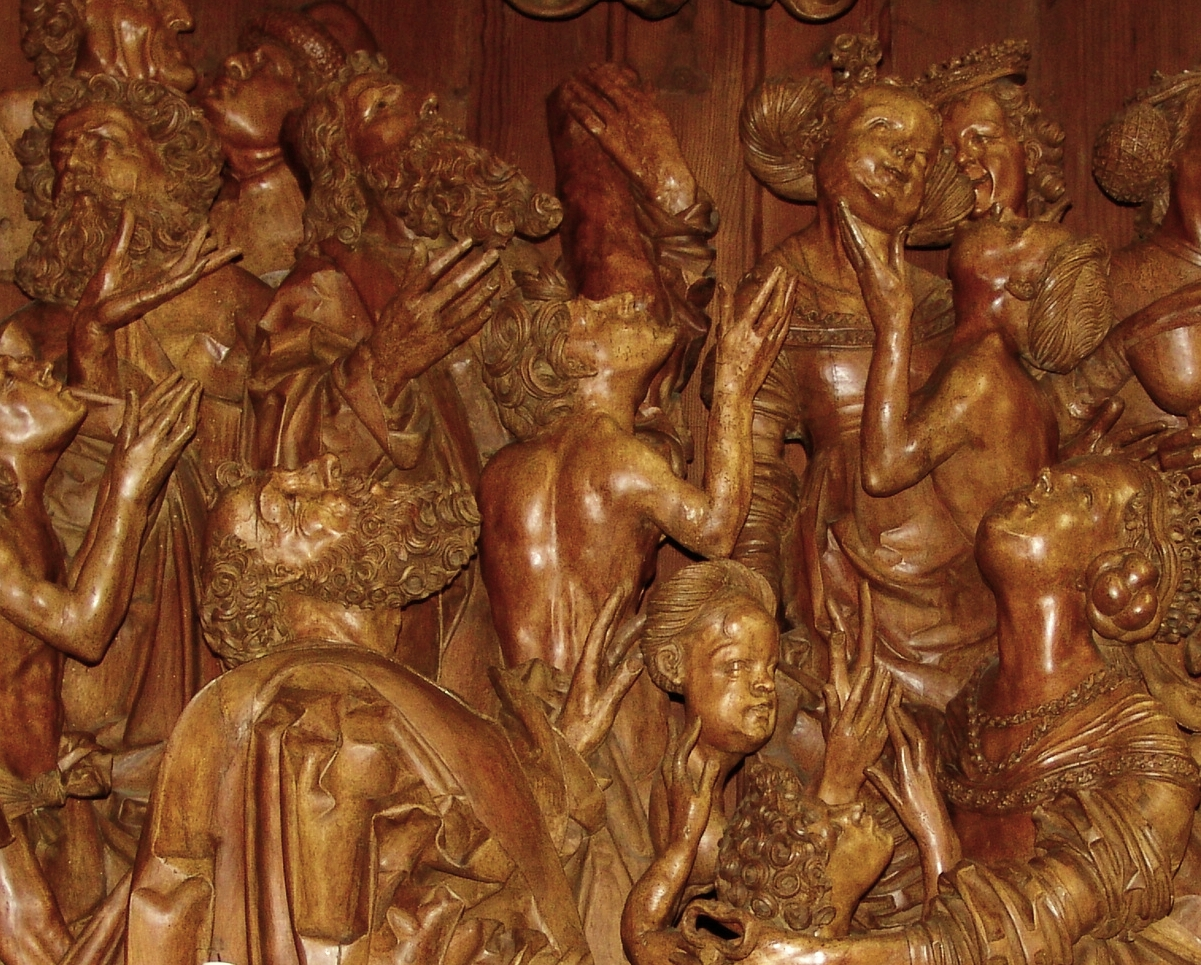
spodní část oltáře
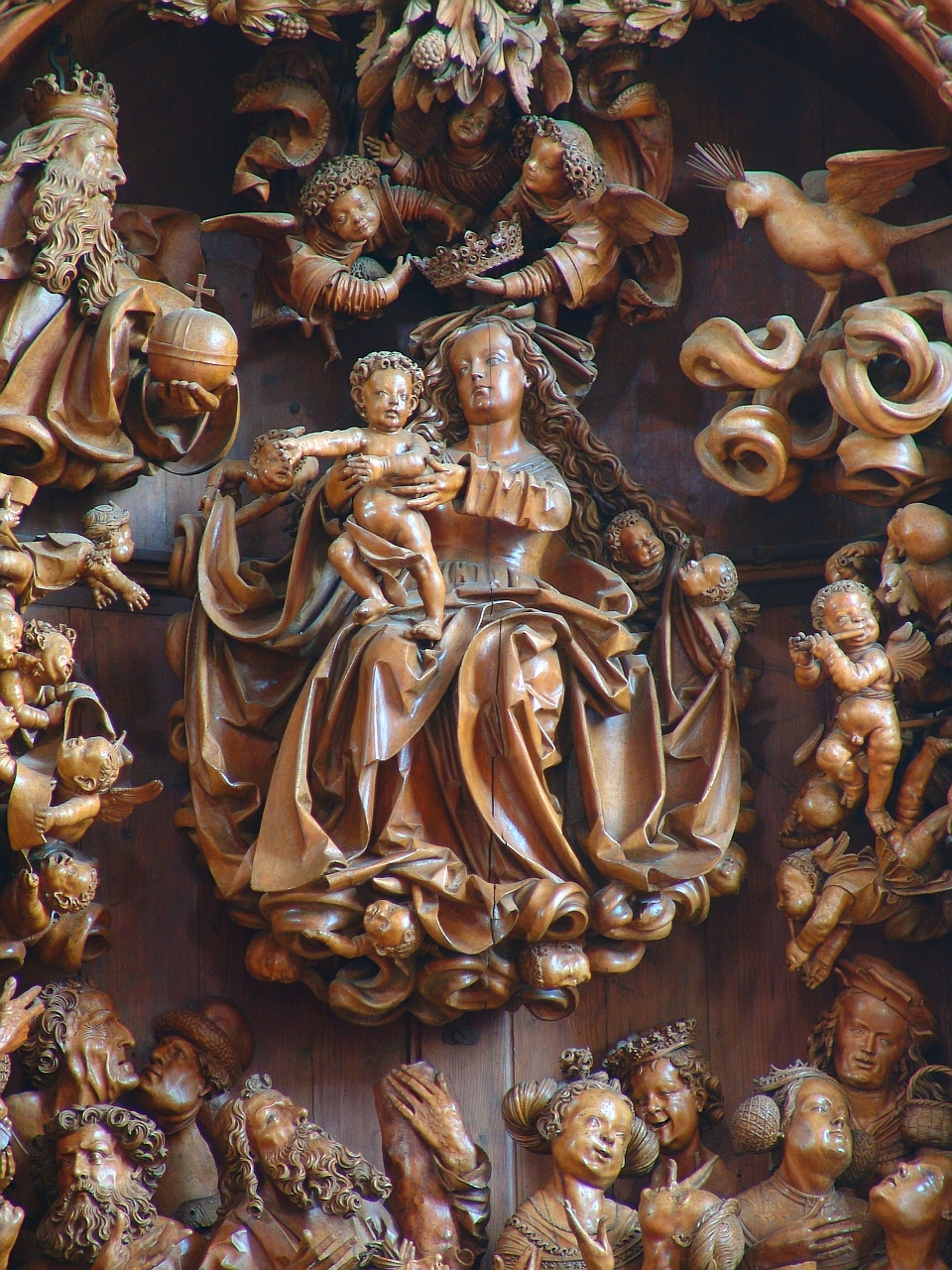
centrální část s Marií
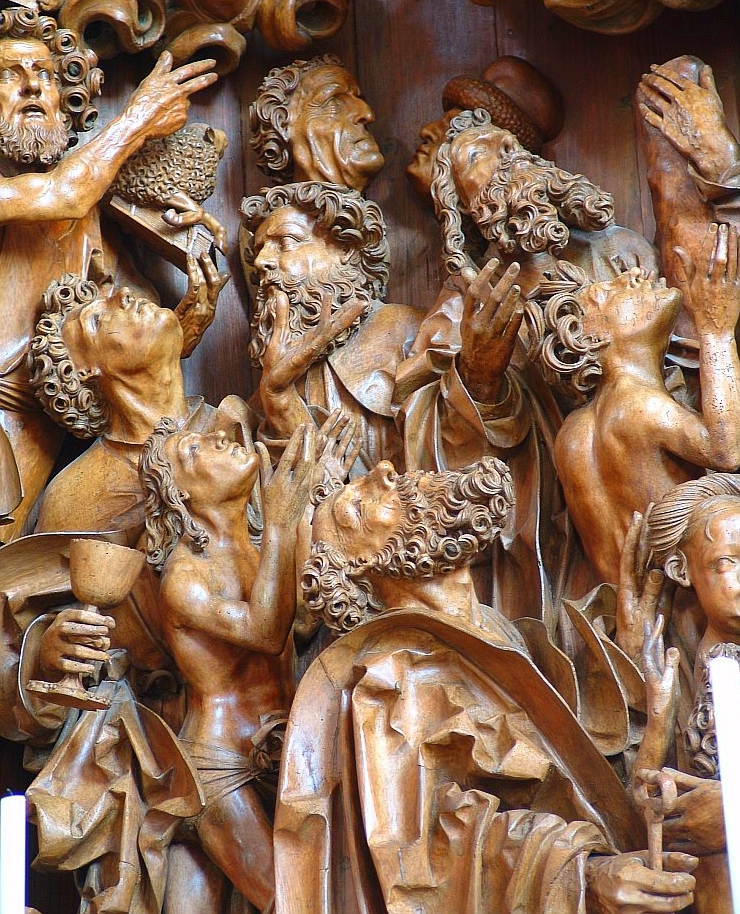
spodní část - detail
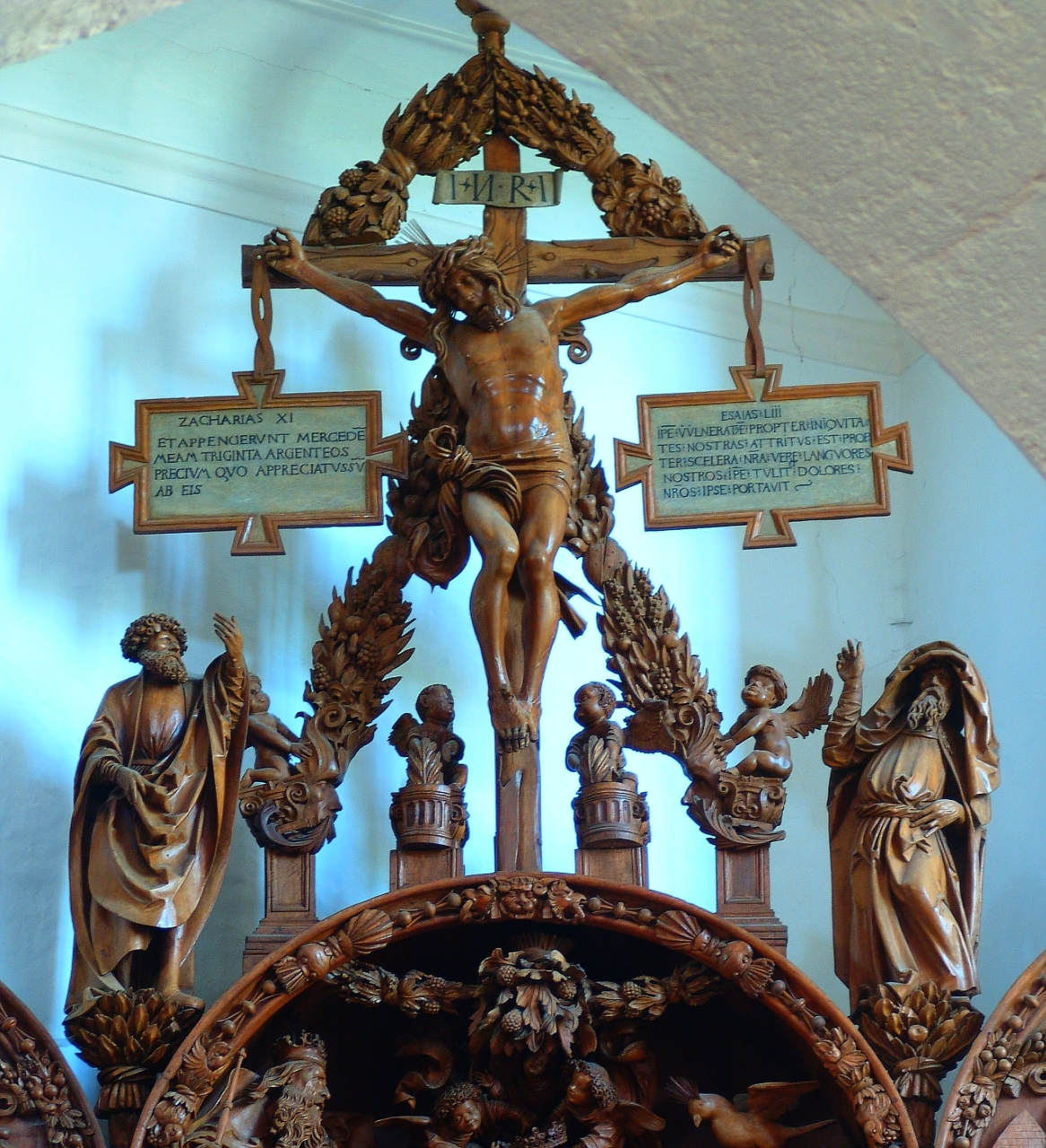
nástavec se skupinou Ukřižování